# Гора Святої Катерини (Синай)
Гора Святої Катерини (араб. جبل كاثرين, Джебель Катрін) — найвища гора в Єгипті, має висоту 2629 м. Розташована в південній частині Синайського півострова, приблизно за 4 км на північний захід від гори Синай.
На вершині гори на місці, де знайшли мощі великомучениці Катерини, стоїть православна каплиця, побудована ченцями на пожертвування царя Івана Грозного .
Як і на інших високих піках Синайського півострова, взимку на горі лежить сніг. З вершини гори можна одночасно побачити Суецьку затоку і Акабську затоку .

## Назва

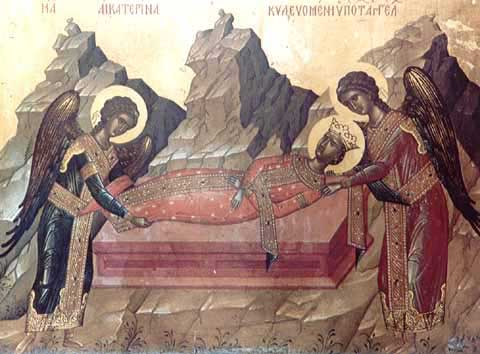
Янголи переносять тіло святої Катерини на вершину гори. Фрагмент православної ікони XVI століття.

Гора названа на честь святої великомучениці Катерини Олександрійської. За переказами, після страти святої Катерини її тіло було перенесено янголами на вершину найвищої гори Синая — пізніше названої горою Святої Катерини. Три століття тому, у середині VI століття, монах і монастиря Преображення, побудованого імператором Юстиніаном, підкоряючись видінню, піднялися на гору, знайшли там останки святої Катерини, впізнали їх по кільцю, яке було дано їй Ісусом Христом, і перенесли мощі до церкви. Внаслідок знаходження тут мощей розташований неподалік монастир Преображення отримав нову назву — монастир святої Катерини.